# Lepidoblepharis intermedius
Lepidoblepharis intermedius är en ödleart som beskrevs av  George Albert Boulenger 1914. Lepidoblepharis intermedius ingår i släktet Lepidoblepharis och familjen geckoödlor. Inga underarter finns listade i Catalogue of Life.